# 29-й саміт G8

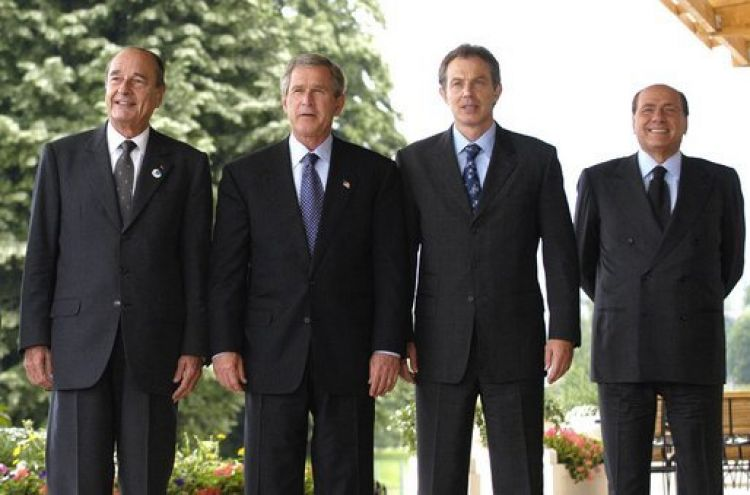

29-й саміт Великої вісімки — зустріч на вищому рівні керівників держав Великої вісімки, проходив 1-3 червня 2003 року на курорті Евіан (Франція). На саміті розглядались питання економічного розвитку у країнах «вісімки»; участь міжнародного співтовариства у вирішенні проблем бідності; міжнародні відносини; Ірак і післявоєнний устрій світу; боротьба з тероризмом.

## Учасники
| Core G7 members   |                   |                    |                 |
| Учасник           | Учасник           | Представляє        | Посада          |
| Канада            | Канада            | Жан Кретьєн        | Прем'єр-міністр |
| Франція           | Франція           | Жак Ширак          | Президент       |
| Німеччина         | Німеччина         | Герхард Шредер     | Канцлер         |
| Італія            | Італія            | Сільвіо Берлусконі | Прем'єр-міністр |
| Японія            | Японія            | Коїдзумі Дзюнітіро | Прем'єр-міністр |
| Велика Британія   | Велика Британія   | Тоні Блер          | Прем'єр-міністр |
| США               | США               | Джордж Вокер Буш   | Президент       |
| Європейський Союз | Європейський Союз | Романо Проді       | Президент ЄС    |
| Росія             | Росія             | Володимир Путін    | Президент       |
| Гості             |                   |                    |                 |
| Гість             | Гість             | Представляє        | Посада          |
| Алжир             | Алжир             |                    |                 |
| Бразилія          | Бразилія          |                    |                 |
| КНР               | Китай             |                    |                 |
| Єгипет            | Єгипет            |                    |                 |
| Греція            | Греція            | Костас Симітіс     | Прем'єр-міністр |
| Індія             | Індія             |                    |                 |
| Малайзія          | Малайзія          |                    |                 |
| Мексика           | Мексика           |                    |                 |
| Нігерія           | Нігерія           |                    |                 |
| Саудівська Аравія | Саудівська Аравія |                    |                 |
| Сенегал           | Сенегал           |                    |                 |
| ПАР               | ПАР               |                    |                 |
| Швейцарія         | Швейцарія         |                    |                 |

## Рішення саміту
Прийняті 3 декларації і 8 планів дій, що пропонують шляхи вирішення ряду найекстреніших і найскладніших проблем сучасного світу.